# Albert Portas
Albert Portas Soy (Barcellona, 15 novembre 1973) è un allenatore di tennis ed ex tennista spagnolo.
Diventato professionista nel 1994, Portas è stato il classico tennista da terra battuta, che ama giocare da fondo campo. Sui campi rossi si è sempre difeso bene, tra l'altro senza mai raggiungere con continuità risultati di rilievo. Lo spagnolo ha però conquistato nel 2001 il prestigioso Amburgo Masters, partendo dalle qualificazioni (proprio come fece nel 1996 Roberto Carretero). In finale Portas si impose sul connazionale Juan Carlos Ferrero (4-6, 6-2, 0-6, 7–6(5), 7-5 il punteggio).
Quella vittoria (che fra l'altro gli permise di arrivare alla diciannovesima posizione del ranking) resta il suo unico torneo vinto, in seguito lo spagnolo non è più stato in grado di ripetersi.